# Fedde Leysen
Fedde Leysen (9 luglio 2003) è un calciatore belga, difensore dell'Union Saint-Gilloise.

## Biografia
Suo fratello maggiore Tobe è un calciatore professionista.

## Carriera

### Club
È cresciuto nel settore giovanile del PSV, con cui ha firmato il primo contratto professionistico il 28 maggio 2020. Assegnato allo Jong PSV, ha debuttato a livello professionistico il 6 novembre 2020 nell'incontro di Eerste Divisie vinto 2-1 contro il Den Bosch ed ha segnato il suo primo gol il 6 dicembre 2021 nella sconfitta per 3-2 contro il De Graafschap.
Il 13 giugno 2023 è stato acquistato a titolo definitivo dall'Union Saint-Gilloise, club della prima divisione belga, con cui ha firmato un contratto triennale. Utilizzato con poca frequenza nella sua prima stagione, il 20 luglio 2024 è andato a segno nella Supercoppa del Belgio vinta 2-1 contro il Club Bruges.

### Nazionale
Ha giocato con le nazionali giovanili belghe Under-16, Under-17, Under-18 e Under-19, Under-20 ed Under-21.

## Statistiche

### Presenze e reti nei club
Statistiche aggiornate al 25 maggio 2025.
| Stagione                    | Squadra                     | Campionato                  | Campionato | Campionato | Coppe nazionali | Coppe nazionali | Coppe nazionali | Coppe continentali | Coppe continentali | Coppe continentali | Altre coppe | Altre coppe | Altre coppe | Totale | Totale | Totale |
| Stagione                    | Squadra                     | Comp                        | Pres       | Reti       | Comp            | Pres            | Reti            | Comp               | Pres               | Reti               | Comp        | Pres        | Reti        | Pres   | Reti   |        |
| --------------------------- | --------------------------- | --------------------------- | ---------- | ---------- | --------------- | --------------- | --------------- | ------------------ | ------------------ | ------------------ | ----------- | ----------- | ----------- | ------ | ------ | ------ |
| 2020-2021                   | Jong PSV                    | 1D                          | 2          | 0          | -               | -               | -               | -                  | -                  | -                  | -           | -           | -           | 2      | 0      |        |
| 2021-2022                   | Jong PSV                    | 1D                          | 19         | 3          | -               | -               | -               | -                  | -                  | -                  | -           | -           | -           | 19     | 3      |        |
| 2022-2023                   | Jong PSV                    | 1D                          | 32         | 2          | -               | -               | -               | -                  | -                  | -                  | -           | -           | -           | 32     | 2      |        |
| Totale Jong PSV             | Totale Jong PSV             | Totale Jong PSV             | 53         | 5          |                 | -               | -               |                    | -                  | -                  |             | -           | -           | 53     | 5      |        |
| 2023-2024                   | Union Saint-Gilloise        | D1                          | 4          | 0          | CB              | 3               | 1               | UEL+UECL           | 2+0                | 0                  | -           | -           | -           | 9      | 1      |        |
| 2024-2025                   | Union Saint-Gilloise        | D1                          | 23+5       | 0          | CB              | 1               | 0               | UCL+UEL            | 1+5                | 0                  | SB          | 1           | 1           | 36     | 1      |        |
| Totale Union Saint-Gilloise | Totale Union Saint-Gilloise | Totale Union Saint-Gilloise | 27+5       | 0          |                 | 4               | 1               |                    | 8                  | 0                  |             | 1           | 1           | 45     | 2      |        |
| Totale carriera             | Totale carriera             | Totale carriera             | 85         | 5          |                 | 4               | 1               |                    | 8                  | 0                  |             | 1           | 1           | 98     | 7      |        |

## Palmarès

### Club

#### Competizioni nazionali
- Coppa del Belgio: 1

Union Saint-Gilloise: 2023-2024
- Supercoppa del Belgio: 1

Union Saint-Gilloise: 2024
- Campionato belga: 1

Union Saint-Gilloise: 2024-2025